# La Torre della Rondine
La Torre della Rondine (Wieża Jaskółki) è il quarto romanzo e sesto libro in ordine cronologico della Saga di Geralt di Rivia (Saga o wiedźminie) scritta dallo scrittore polacco Andrzej Sapkowski. Venne pubblicato per la prima volta nel 1997, mentre è arrivato sul mercato italiano solo nel 2015 per opera di Editrice Nord.

## Trama
Durante la notte dell'equinozio d'autunno, in tutto il mondo, accadono eventi soprannaturali e inspiegabili. Sogni, allucinazioni e incubi svegliano di soprassalto una moltitudine di persone, ma solo coloro che hanno conosciuto Ciri, la Leoncina di Cintra, arrivano a capire che qualcosa di terribile è successo alla Bambina del Sangue Antico.
La ragazza, gravemente ferita, viene salvata dall'anziano eremita Vysogota di Corvo, che la trova accanto al suo cavallo nelle paludi che circondano la sua casupola solitaria.
Una volta ripreso conoscenza dopo giorni di violenta febbre e riuscendo nuovamente a reggersi in piedi, Ciri racconta al vecchio le sue peripezie, di come un cacciatore di taglie di nome Bonhart abbia ucciso tutta la banda di ladri in cui era entrata, i temuti "Ratti", della umiliante prigionia alla quale fu sottoposta e del massacro avvenuto nell'arena di Claremont.
Intanto, Geralt e la sua compagnia, abbandonata l'armata della Regina Meve, continuano il loro viaggio per interrogare i druidi di Caed Dhu. Una volta attraversato lo Jaruga e giunti nell'Oltreriva, scoprono da una famiglia di apicoltori che i mistici sono stati scacciati dalle truppe di Nilfgaard e costretti a trasferirsi nel sud, lungo le sponde del Lago di Loc Monduirn. Nella cittadina di Riedbrune, a poche miglia dalla meta, lo strigo viene però "trattenuto" dal prefetto locale, l'inflessibile Fulko Artevelde. Il funzionario avverte Geralt che una banda di criminali, capitanata dal feroce Usignolo e incoraggiata da un misterioso mezzelfo, ha intenzione di uccidere lui e i suoi compagni nei pressi di Belhaven; lo strigo è piuttosto scettico ma Fulko gli presenta la testimonianza della giovane Angoulême, un ex-membro della banda. Geralt rimane impressionato dal racconto della ladruncola, perché rivela dettagli importanti sul loro viaggio e sulla loro destinazione. Il prefetto propone quindi un patto: in cambio della morte della banda dei criminali il prefetto non avvertirà il controspionaggio imperiale della presenza e dei propositi della compagnia di Geralt, permettendo loro di arrivare così sani e salvi al ducato di Toussaint, dove pare si trovi attualmente la congregazione dei druidi.
Lo strigo e i suoi compagni si dividono: mentre Regis, Milva e Ranuncolo si recheranno dai druidi, Geralt, Cahir e Angoulême, intanto aggiuntasi al gruppo, andranno a Belhaven per affrontare i banditi. Con uno stratagemma i tre riescono ad avvicinarsi al mezzelfo e a scoprirne l'identità: si tratta di Schirrù, un seguace del mago Vilgefortz. I tre riescono a salvarsi da morte certa solo grazie a una guerriglia improvvisamente scoppiata nei paraggi per mano dei rivoltosi dei Liberi Pendii. Cahir viene gravemente ferito, e per liberarsi dei loro inseguitori Geralt lascia un cavallo ad Angoulême e la sprona a raggiungere al più presto il gruppo di Regis, mentre lui e Cahir escono dalla strada maestra e cercano un riparo dove poter curare l'ex soldato di Nilfgaard. Giorni dopo vengono raggiunti da Regis, che comunica a Geralt ciò che la flaminica del circolo dei druidi ha detto: lo strigo deve, privo di armi e di ogni atteggiamento di ira e arroganza e con umiltà, entrare nelle profonde caverne del Monte Gorgone, dove troverà le risposte che cerca. Sollecitato dal vampiro, Geralt si inoltra riluttante nelle gallerie sotterranee, nelle quali alla fine trova il Saggio (membro dell'élite dei più antichi elfi rimasti nel mondo ormai conquistato dagli umani) Avallac'h. Egli cerca di farlo desistere dal continuare a cercare Ciri, dicendogli che è previsto che una volta ritrovatala la riperderà subito, questa volta per sempre, e che i suoi compagni moriranno uno dopo l'altro nel tentativo, e che a lei ci penserà invece lui. Geralt rifiuta l'invito ad arrendersi, non credendo nella predestinazione di cui l'elfo gli parla, ma scopre tramite il suo aiuto che il resto della compagnia è in pericolo di vita. Raggiunti i suoi compagni, scopre che il gruppo di Usignolo e di Schirrù, che ancora non avevano abbandonato la loro caccia, sono già stati fermati dai poteri dei druidi, e che stanno per essere bruciati vivi per punizione. Geralt cerca di convincere la flaminica a risparmiare almeno i capi per poterli interrogare, ma quest'ultima si rifiuta e dà l'ordine di giustiziarli.
Nel frattempo Dijkstra, il capo dei servizi segreti redaniani, è in cerca di aiuto alla corte di Esterad Thyssen, sovrano del ricchissimo Regno di Kovir. La guerra contro Nilfgaard infatti sta volgendo al peggio: le truppe imperiali hanno invaso la Temeria e stanno stringendo sotto assedio la fortezza di Maribor. Come se non bastasse, con l'arrivo della primavera l'impero lancerà una massiccia offensiva che travolgerà anche la Redania e il Kaedwen. Dijkstra chiede denaro e soldati ma Esterad è costretto ufficialmente a rifiutare: un trattato con l'impero vincola Kovir alla neutralità. Nei giorni successivi tuttavia la moglie di Esterad, su pressione della Loggia delle Maghe, riesce a far cambiare idea al suo consorte e al destino del conflitto.
Tempo prima, Yennefer, riuscita a fuggire dalla riunione della Loggia teletrasportandosi alle Isole Skellige, viene inizialmente accolta in modo freddo dallo jarl Crach an Craite, che vuole incatenarla su una nave e rispedirla immediatamente al continente per consegnarla al regno di Temeria o di Redania, nei quali è ricercata come traditrice. La maga riesce però a convincerlo che è innocente, e sfrutta il giuramento dello jarl fatto anni prima alla regina Calanthe di proteggere Ciri a ogni costo per fornirle il materiale adatto a costruire un megascopio, con cui spera di poter ottenere preziose informazioni sulla posizione di Ciri o su quello che le è accaduto. Decide poi di recarsi direttamente al nascondiglio di Vilgefortz, che inevitabilmente la cattura e la tortura per estrapolarle magicamente informazioni su Ciri. Il mago riesce solo ad avere informazioni sulla posizione di Geralt, e decide di mandare Schirrù a ucciderlo e Rience a spiare Stefan Skellen, detto Allocco, che cerca Ciri per conto di Nilfgaard con la sua squadra.
Si ritorna quindi al presente, quando Ciri, spinta da terribili sogni, decide di lasciare la palude di Vysogota di Corvo e raggiungere la Torre della Rondine, il posto in cui avrebbe dovuto mandarla mesi prima il portale della Torre dei Gabbiani, a Thanedd. Prima di partire, la ragazza rivela all'eremita cosa accadde nel giorno dell'equinozio, di come Bonhart incontrò l'agente di Nilfgaard Stefan Skellen e Rience – lì presente per conto di Vilgefortz – per venderla al migliore offerente; di come riuscì a liberarsi grazie all'involontario aiuto della telepate Joanna "Kenna" Selborne e dell'intervento di Neratin Ceka, entrambi del gruppo di Skellen, e di come, durante la rocambolesca fuga che ne seguì, venne ferita gravemente alla guancia da Allocco, procurandosi una profonda cicatrice.
Il viaggio di Ciri verso la Torre della Rondine è lungo e difficoltoso perché Bonhart, Allocco e Rience la inseguono senza tregua. Arrivata nei pressi del lago ghiacciato dove sorge l'antica torre, la ragazza riesce con uno stratagemma a far allontanare il cacciatore di taglie e, grazie all'ausilio di un paio di pattini (donatigli da Vysogota), uccide Rience e massacra facilmente anche metà della banda di Allocco, risparmiando però quest'ultimo. Ciri si dirige quindi verso la Torre della Rondine, ma Bonhart tenta di fermarla: in soccorso del Sangue Antico giunge però la Caccia Selvaggia che sbarra il passo al cacciatore di taglie, reclamando come propria la ragazza. Bonhart perde il cavallo nel fondo del lago, e davanti ai suoi occhi Ciri si addentra nella Torre della Rondine che subito dopo scompare nel nulla.
Ciri percorre i corridoi della torre, tormentata da visioni del futuro e del passato. Una volta uscita si ritrova sulle sponde di un lago, nel pieno della primavera: l'elfo Avallac'h è lì ad attenderla.

## Edizioni
- Andrzej Sapkowski, La Torre della Rondine, traduzione di Raffaella Belletti, Editrice Nord, 2015,  p. 552, ISBN 978-88-429-2559-0.